# Alexei Leonidowitsch Fjodorow

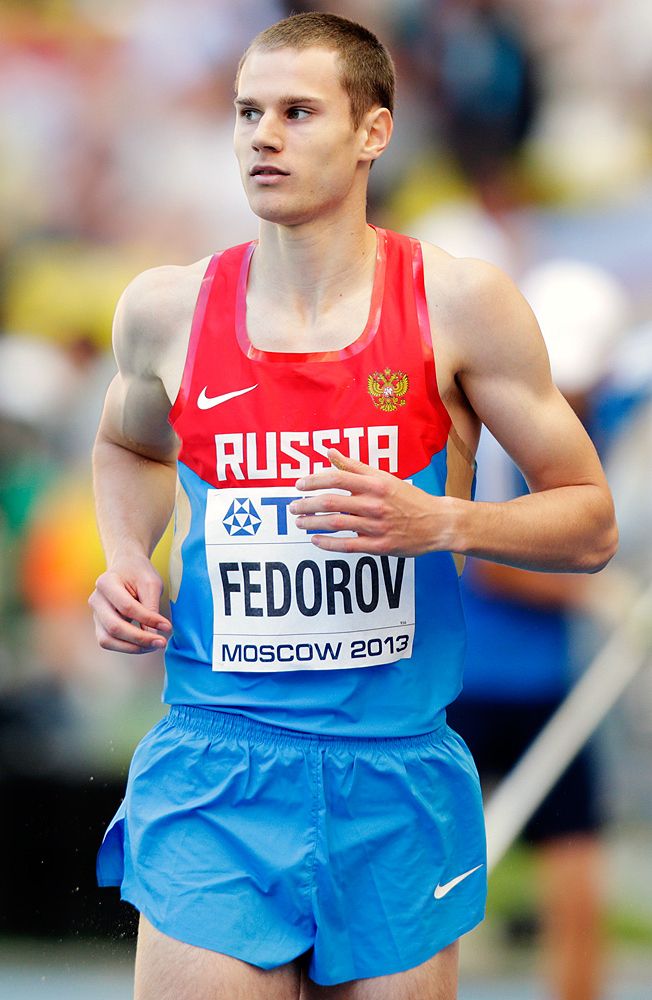
Alexei Fjodorow bei den Weltmeisterschaften 2013

Alexei Leonidowitsch Fjodorow (russisch Алексей Леонидович Фёдоров, engl. Transkription Aleksey Fyodorov; * 25. Mai 1991 in Smolensk) ist ein russischer Dreispringer.
Bei den Jugendweltmeisterschaften 2007 in Ostrava gewann er Silber und bei den Junioreneuropameisterschaften 2009 in Novi Sad und bei den Juniorenweltmeisterschaften 2010 in Moncton jeweils Gold.
2011 holte er Silber bei den U23-Europameisterschaften in Ostrava und schied bei den Weltmeisterschaften in Daegu in der Qualifikation aus.
Bei den Europameisterschaften 2012 in Helsinki wurde er Vierter.
2013 gewann er Bronze bei den Halleneuropameisterschaften in Göteborg, siegte bei den U23-Europameisterschaften in Tampere und wurde Fünfter bei den Weltmeisterschaften in Moskau.
Bei den Europameisterschaften 2014 in Zürich holte er Bronze, und bei den Halleneuropameisterschaften 2015 in Prag wurde er Vierter.

## Persönliche Bestleistungen
- Dreisprung: 17,42 m, 29. Mai 2015, Adler
  - Halle: 17,12 m, 2. März 2013, Göteborg